# Xã Beaver, Quận Grundy, Iowa
Xã Beaver (tiếng Anh: Beaver Township) là một xã thuộc quận Grundy, tiểu bang Iowa, Hoa Kỳ. Năm 2010, dân số của xã này là 610 người.